# Alphavirus
Genre
Alphavirus est un genre de virus appartenant au groupe IV de la classification Baltimore et à la famille des togaviridae. Les Alphavirus, comme tous les autres virus du groupe IV  sont des virus à ARN simple brin à polarité positive. Il existe 27 espèces d'Alphavirus, capables d'infecter divers vertébrés comme les humains, les rongeurs, les oiseaux et de grands mammifères tels que les chevaux ainsi que des invertébrés. La transmission entre individus et entre espèces se fait par l'intermédiaire des moustiques ce qui place les Alphavirus parmi des arbovirus (Arthropod-born virus). Les particules d’Alphavirus sont enveloppées et ont un diamètre de 70 nm, quasi sphériques (bien que légèrement pléomorphes), et possèdent une nucléocapside isométrique de 40 nm.

## Génome
Le génome des Alphavirus se compose d'un simple brin d'ARN enroulé en sens positif. La longueur totale du génome varie entre 11 000 et 12 000 nucléotides, et il dispose d'une coiffe à l’extrémité 5' de l’ARN et une queue poly (A) à l’extrémité 3'. Il existe deux cadres de lecture ouverts (ORF) dans le génome, non structural et structural. Le premier est appelé non structural (NS) et code les protéines nécessaires la transcription et à la réplication de l'ARN viral ; le second code les quatre protéines de structure : la protéine C de la capside, la glycoprotéine d'enveloppe E1, la glycoprotéine d'enveloppe E2 et la glycoprotéine d'enveloppe E3. L'expression de ces protéines et la réplication du génome viral se déroulent dans le cytoplasme de la cellule hôte.

## Pathologie et réponse immunitaire
| Virus                                       | Maladie humaine                                                    | Réservoir vertébré  | Distribution géographique      |
| ------------------------------------------- | ------------------------------------------------------------------ | ------------------- | ------------------------------ |
| Virus de Sindbis                            | Rash, arthrite                                                     | Oiseaux             | Europe, Afrique, Australie     |
| Virus de la forêt de Semliki                | Rash, arthrite                                                     | Oiseaux             | Afrique                        |
| Virus de l'o'nyong-nyong                    | Rash, arthrite                                                     | Primates, Humains   | Afrique                        |
| Chikungunya                                 | Rash, arthrite                                                     | Primates, humains   | Afrique, Inde, Asie du Sud-Est |
| Virus de Mayaro                             | Rash, arthrite                                                     | Primates, humains   | Amérique du Sud                |
| Ross River virus                            | Rash, arthrite                                                     | Mammifères, humains | Australie, Océanie             |
| Virus de la forêt de Barmah                 | Fièvre, malaise, rash, douleurs articulaires, faiblesse musculaire | Humains             | Australie                      |
| Virus de l’encéphalite équine de l’Est      | Encephalite                                                        | Oiseaux             | Amérique                       |
| Virus de l’encéphalite équine de l’ouest    | Encephalite                                                        | Oiseaux, mammifères | Amérique du Nord               |
| Virus de l’encéphalite équine Vénézuélienne | Encephalite                                                        | Rongeurs, chevaux   | Amériques                      |

Il existe de nombreux Alphavirus répartis à travers le monde capables de provoquer des maladies humaines. Des arthrites infectieuses, des encéphalites, des rashes et de la fièvre étant les manifestations les plus souvent observées. Les grands mammifères comme les humains et les chevaux sont souvent des hôtes occasionnels (impasse parasitaire) ou qui jouent un rôle mineur dans la transmission du virus, mais dans le cas de l’encéphalomyélite équine du Venezuela, le virus est amplifié principalement chez les chevaux. Dans la plupart des autres cas, le virus survit dans la nature chez les moustiques, les rongeurs et les oiseaux, espèces qui servent de réservoir.
Les infections à Alphavirus sont propagées par des insectes vecteurs comme les moustiques. Lorsqu'un humain est piqué par un moustique infecté, le virus peut pénétrer dans la circulation sanguine et provoquer une virémie. Les Alphavirus peuvent aussi pénétrer dans le système nerveux central où ils sont capables de se multiplier dans les neurones. Cette infection peut aboutir à une encéphalite, dont l’évolution peut être mortelle.
Quand un individu est infecté par un Alphavirus, son système immunitaire peut jouer un rôle pour éliminer les particules virales. Les Alphavirus sont capables de susciter la production d’interféron. Les anticorps et les cellules T sont également impliqués. Les anticorps neutralisants jouent également un rôle important pour prévenir l'infection et la propagation du virus.

## Diagnostic, prévention et contrôle
Le diagnostic est basé sur l’analyse de prélèvements à partir desquels le virus peut facilement être isolé et identifié. Il n'existe pas de vaccins actuellement disponibles contre les Alphavirus. La lutte contre les vecteurs, les produits répulsifs, les vêtements de protection, la destruction des sites de reproduction, et la pulvérisation sont les mesures de prévention de choix.

## Recherche
Les Alphavirus ont un intérêt pour les chercheurs en thérapie génique. Le virus de Ross River, le virus de Sindbis, le virus de la forêt de Semliki et le virus de l'encéphalite équine vénézuélienne, ont tous été utilisés pour développer des vecteurs viraux pour le transfert de gènes. Il existe un intérêt particulier pour les virus chimères pouvant être formés avec des enveloppes d’alphavirus et des capsides de rétrovirus. Ces chimères sont appelées pseudo virus. Des pseudotypes de rétrovirus ou de lentivirus avec une enveloppe d’Alphavirus sont capables d’intégrer les gènes qu'ils portent dans les cellules hôtes potentielles qui sont reconnues et infectées par les protéines d'enveloppe d’alphavirus E2 et E1. L'intégration stable des gènes viraux est réalisée par l’intermédiaire de la partie interne de ces vecteurs rétroviraux. Il existe des limites à l'utilisation des alphavirus dans le domaine de la thérapie génique en raison de leur manque de spécificité. Cependant, il est possible d'améliorer cette spécificité par l'introduction de zones variables d'anticorps dans une boucle non conservée de la structure d’E2, pour cibler des populations spécifiques de cellules. En outre, l'utilisation d’alphavirus entier pour la thérapie génique est d'une efficacité limitée à la fois parce que plusieurs protéines internes de l’alphavirus sont impliquées dans l'induction de l'apoptose faisant suite à l'infection, mais aussi parce que la capside de l’aphavirus est la seule à intervenir dans l'introduction transitoire d'ARNm dans les cellules hôtes. Aucune de ces limites ne concerne les pseudotypes de rétrovirus ou de lentivirus à enveloppe d’alphavirus. Toutefois, l'expression de l'enveloppe du virus de Sindbis peut provoquer l'apoptose, et son introduction dans les cellules de l'hôte infectées par un pseudo rétrovirus avec une enveloppe du virus de Sindbis peut également conduire à la mort cellulaire. La toxicité de l'enveloppe des virus Sindbis peut être la cause de la très faible productivité des cultures de cellules destinées à produire des pseudotypes de Sindbis. Une autre branche de la recherche impliquant les alphavirus est la vaccination. Les alphavirus sont susceptibles d'être modifiés pour créer des réplicons vecteurs qui induisent une réponse immunitaire humorale et cellulaire efficace. Elles pourraient donc être utilisées pour la vaccination contre les virus, les bactéries, les protozoaires, et les antigènes tumoraux.

## Référence biologique
- (en) ICTV : Alphavirus  (consulté le 1er février 2021)

## Sources
- http://virology-online.com/viruses/Arboviruses2.htm
- https://www.ncbi.nlm.nih.gov/ICTVdb/ICTVdB/73010000.htm
- Alphavirus vectors: from protein production to gene therapy, C Smerdou & P Liljestrom, Gene Therapy and Regulation Vol 1 No 1 2000 p. 33–63
- Alphavirus vectors and vaccination, J O Rayner et al., Reviews in Medical Virology vol 12 issue 5 p. 279–296
- http://ep.physoc.org/cgi/content/full/90/1/45
- https://www.ncbi.nlm.nih.gov/books/bv.fcgi?rid=mmed.chapter.2894
- https://www.ncbi.nlm.nih.gov/books/bv.fcgi?rid=mmed.section.2918